# Hahnenbach
Hahnenbach là một đô thị thuộc huyện Bad Kreuznach trong bang Rheinland-Pfalz, phía tây nước Đức. Đô thị Hahnenbach có diện tích 2,79 km², dân số thời điểm ngày 31 tháng 12 năm 2006 là 604 người.